# Medic Chat
Medic Chat este o platforma de telemedicină care oferă acces la sfaturi medicale online prin intermediul aplicației web sau aplicației mobilePlatforma conectează utilizatorii cu o rețea de medici de specialitate cărora le pot adresa întrebări legate de sănătate pentru a primi un sfat avizat.
În aprilie 2021, pe platforma Medic Chat activau peste 207 doctori din 40 specialități medicale, printre care: medicină de familie, ginecologie, dermatologie, cardiologie, urologie, ORL, pediatrie etc.

## Istoric
Medic Chat a fost înființat în 2017 de către Dr. Emilian Rădoi și Cosmin Dumitrache, în urma revenirii în țară după finalizarea studiilor de doctorat și respectiv masterat în UK, la Universitatea din Edinburgh. 
În 2017, platforma Medic Chat s-a clasat în primii 8 finaliști ai competiției Innovation Labs. 
Rețeaua de medici a crescut de la an la an, cea mai mare creștere fiind înregistrată în perioada martie-aprilie 2020, odată cu pandemia generată de virusul COVID-19, perioadă în care numărul de cadre medicale active pe platformă s-a dublat. În perioada pandemiei, Medic Chat a oferit gratuitate persoanelor considerate vulnerabile, cu vârsta peste 65 de ani.
În aprilie 2020, compania a anunțat lansarea Cabinetului Virtual, oferind posibilitatea doctorilor să-și deschidă un cabinet virtual unde să-și poată aduce pacienții, facilitând mecanismul de procesare a plăților. 
În mai 2020, Medic Chat a anunțat o creștere financiară de 10 ori de la începutul anului. Creșterea a fost înregistrată la nivel de număr de întrebări adresate pe platformă, corelat direct cu veniturile. 
Pe 23 iulie 2020 Cosmin Dumitrache, fondator Medic Chat, a participat în calitate de Speaker în cadrul evenimentului Xgroup Meeting – Spitalul Digital, parte a campaniei de comunicare a celei de-a cincea ediții a Convenției Române a Spitalelor ROHO. El a fost invitat pentru a discuta evoluția telemedicinei în România. 
În august 2020, publicația Viața Medicală a intervievat patru medici care activează pe platforma românească de telemedicină Medic Chat despre viitorul telemedicinei în România și cum a avansat COVID-19 modernizarea sistemului de sănătate. 
În noiembrie 2020, Medic Chat a lansat Vet Chat, prima platformă de telemedicină veterinară din România. 
În martie 2021, start-up-ul Medic Chat a deschis prima rundă de investiție, având drept scop să genereze o creștere a veniturilor de 20 de ori în mai puțin de doi ani și expansiune globală. Runda a fost condusă de Cleverage VC, fond de investiții și un angel investor din SUA.

## Servicii
Medic Chat funcționează pe bază de întrebare-răspuns text. Timpul de răspuns comunicat de platforma este de sub 24 de ore. 
Pentru fiecare doctor sunt prezentate informații profesionale precum studii, experiență, dar și recenzii din partea utilizatorilor. Doctorii primesc calificative de la utilizatori. 
Compania asigură confidențialitatea discuțiilor prin intermediul aplicației între pacient și medic. Pentru doctor, utilizatorul poate rămâne anonim. 
Aplicația este folosită pentru sfaturi medicale personalizate, interpretarea analizelor medicale, o a doua opinie, îndrumarea pașilor următori într-o problemă de sănătate sau informații despre teste și proceduri medicale. 

## Creștere și expansiune
Compania a înregistrat în 2019 o creștere în activitate de peste 10 ori față de anul anterior.  În mai 2020 Medic Chat a anunțat o creștere de 10 ori de la începutul anului, datorată de pandemia generată de virusul COVID-19. 
Platforma a depășit numărul de 54.000 de conturi de utilizatori, iar în 2020 cifra de afaceri a fost de 12 ori mai mare față de 2019.
Platforma Medic Chat este disponibilă și în limba engleză, iar fondatorii au anunțat ca lucrează la extinderea la nivel internațional. 